# Jaroslav Srba
Jaroslav Srba (Praga, 14 dicembre 1905 – ...) è stato un calciatore cecoslovacco, di ruolo attaccante.

## Carriera

### Nazionale
Il primo aprile 1928 esordisce in Nazionale contro l'Austria (0-1).

## Palmarès

### Club

#### Competizioni nazionali
- Campionato cecoslovacco: 1

Viktoria Zizkov: 1927-1928